# Чешка на Светском првенству у атлетици у дворани 2014.
Чешка је учествовала на Светском првенству у атлетици у дворани 2014. одржаном у Сопоту од 7. до 9. марта дванаести пут, односно учествовала је под данашњим именом на свим првенствима од 1993. до данас. Чешка је пријавила девет такмичара (6 мушкарца и 3 жене) али у стартној листи бацања кугле за мушакрце нема Ladislav Prasil тако да је репрезентацију Чешке представљало осам такмичара (5 мушкарца и 3 жене), који су се такмичили у пет дисциплина.,
На овом првенству Чешка је по броју освојених медаља дели 7. место са три освојене медаље (по једна од сваке боје). Поред тога оборен је један национални, један лични апсолутни (дворана и отворено) и два лична рекорда и остварена су пет најбоља лична резултата сезоне. У табели успешности према броју и пласману такмичара који су учествовали у финалним такмичењима (првих 8 такмичара) Чешка је са 5 учесника у финалу заузела 10. место са 28 бодова.
| Плас. | Земља | 1. место | 2. место | 3. место | 4. место | 5. место | 6. место | 7. место | 8. место | Бр. финал. | Бод. |
| ----- | ----- | -------- | -------- | -------- | -------- | -------- | -------- | -------- | -------- | ---------- | ---- |
| 10.   | Чешка | 1        | 1        | 1        | 0        | 1        | 1        | 0        | 0        | 5          | 28   |

## Учесници
| Мушкарци: - Павел Маслак — 400 м - Јакуб Холуша — 1.500 м - Мартин Мазач — 60 м препоне - Јан Кудличка — Скок мотком - Томаш Станек — Бацање кугле | Жене: - Дениса Росолова — 400 м - Ленка Масна — 800 м - Јиржина Птачњикова — Скок мотком |  |

## Освајачи медаља (3)

### Злато (1)
- Павел Маслак — 400 м

### Сребро (1)
- Јиржина Птачњикова — Скок мотком

### Бронза (1)
- Јан Кудличка — Скок мотком

## Резултати

### Мушкарци
| Атлетичар    | Дисциплина   | Лични рекорд | Квалификације | Квалификације | Полуфинале           | Полуфинале           | Финале               | Финале       | Детаљи |
| Атлетичар    | Дисциплина   | Лични рекорд | Резултат      | Место         | Резултат             | Место                | Резултат             | Место        | Детаљи |
| ------------ | ------------ | ------------ | ------------- | ------------- | -------------------- | -------------------- | -------------------- | ------------ | ------ |
| Павел Маслак | 400 м        | 45,66 НР     | 46,01 КВ      | 2. у гр. 5    | 45,79 КВ             | 1. у гр. 1           | 45,24 НР             |              |        |
| Јакуб Холуша | 1.500 м      | 3:38,79 НР   | 3:47,20 КВ    | 2. у гр. 1    |                      |                      | 3:39,23              | 5 / 22 (23)  |        |
| Мартин Мазач | 60 м препоне | 7,64         | 7,90          | 6. у гр. 4    | Није се квалификовао | Није се квалификовао | Није се квалификовао | 23 / 29 (31) |        |
| Јан Кудличка | Скок мотком  | 5,77         |               |               |                      |                      | 5,80 аЛР             |              |        |
| Томаш Станек | Бацање кугле | 20,39        | 20,06         | 12            |                      |                      | Није се квалификовао | 12 / 19 (20) |        |

### Жене
| Атлетичарка        | Дисциплина  | Лични рекорд | Квалификације  | Квалификације | Полуфинале         | Полуфинале         | Финале             | Финале             | Детаљи |
| Атлетичарка        | Дисциплина  | Лични рекорд | Резултат       | Место         | Резултат           | Место              | Резултат           | Место              | Детаљи |
| ------------------ | ----------- | ------------ | -------------- | ------------- | ------------------ | ------------------ | ------------------ | ------------------ | ------ |
| Дениса Росолова    | 400 м       | 51,73        | 52,37 КВ, ЛРС  | 1. у гр. 4    | Није завршила трку | Није завршила трку | Није завршила трку | Није завршила трку |        |
| Ленка Масна        | 800 м       | 2:01,69      | 2:01,25 кв, ЛР | 3. у гр. 3    |                    |                    | 2:02,46            | 6 / 18             |        |
| Јиржина Птачњикова | Скок мотком | 4,71 НР      |                |               |                    |                    | 4,70               |                    |        |